# Équipe de Madagascar de football
Cet article traite de l'équipe masculine. Pour l'équipe féminine, voir Équipe de Madagascar féminine de football.
Maillots
L'équipe de Madagascar de football, est la sélection de joueurs malgaches représentant leur pays lors des compétitions internationales de football masculin, sous l'égide de la Fédération malgache de football.

## Les Baréa, origine du surnom
Le baréa est une race de zébu sauvage, la plus forte et la plus majestueuse que l'on trouve à Madagascar. Originaire de la région de Bongolava à l'ouest d'Antananarivo, cette race en voie de disparition, appelée aussi ombimanga, possède de longues cornes avec une masse corporelle très importante. Son flair est également très puissant, pouvant amener à sentir la présence humaine à 2 kilomètres à la ronde. C'est aussi un très bon nageur, qui n'a aucun problème à  se déplacer dans les eaux quelle que soit la profondeur à traverser. Pour les Malgaches, le baréa connote non seulement la puissance, le pouvoir et la richesse, mais aussi ses qualités physiques qui lui permettent d'endurer toute épreuve et résister à tous les obstacles.

## Histoire

### Débuts lors du tournoi triangulaire (1947-1958)
Madagascar fait ses débuts en 1947 lors d'un match à domicile contre Maurice, perdu 2 à 1. Cette rencontre fait alors partie d’un tournoi Triangulaire entre Madagascar, Maurice et La Réunion. Le deuxième match de Madagascar se déroule à la Réunion et voit la première victoire malgache, 4-2. Ce tournoi triangulaire est organisé chaque année jusqu'en 1958. Les Malgaches enregistrent leur plus grande défaite dans cette compétition le 31 juillet 1952, en s'inclinant 7 à 0 contre Maurice à la Réunion.
L'équipe joue pour la première fois contre une opposition différente de Maurice ou de la Réunion en 1960, dans le cadre d'un tournoi entre nations francophones organisé sur l'île. Lors de leur premier match, le 15 avril 1960, ils battent 6-1 la Haute-Volta (aujourd'hui le Burkina Faso). En demi-finale, Madagascar s'incline contre une équipe amateur de France, le 17 avril, sur le score de 2 à 1. Le 19 avril, Madagascar bat le Congo 8 à 1 lors du match pour la troisième place.

### 1963: premières oppositions face aux autres nations africaines
En avril 1963, Madagascar s'inscrit à un autre tournoi organisé entre pays africains francophones, cette fois au Sénégal, et est placé dans un groupe rassemblant le Dahomey (aujourd'hui le Bénin), le Liberia et le Tchad. Ils débutent cette compétition avec une victoire 1 à 0 sur le Dahomey le 11 avril, enchaînent face au Tchad 2-1 le 13 avril puis face au Liberia 3-1 le 15 avril. En demi-finale, Madagascar est battu 2 à 1 par la Tunisie le 19 avril. Ils s'inclinent de nouveau 4 à 1 contre l'équipe amateur de France lors du match pour la troisième place le 21 avril.
En septembre 1963, le tournoi triangulaire entre Madagascar, La Réunion et Maurice est rétabli pour la première fois depuis 1958. Le 15 septembre, les barea disposent de la Réunion 6-1 à domicile et le 18 septembre, ils entraînent Maurice sur un nul, 1 partout, dans un match à domicile qui sera finalement abandonné.

### 2019: première qualification à la CAN
Le 16 octobre 2018, Madagascar se qualifie pour la première CAN de son histoire après être passé par le tour préliminaire des qualifications, disposant de Sao Tomé-et-Principe 4 à 2 en matchs aller-retour (0-1 puis 3-2) puis décrochent la deuxième place du groupe A des qualifications notamment grâce à une victoire 1 à 0 (but de Njiva Rakotoharimalala) contre la Guinée équatoriale lors de l'avant-dernière journée. Bien que seulement 46e au classement CAF, les hommes de Nicolas Dupuis créent ainsi la surprise dans ce groupe.
Lors de son premier match contre la Guinée le 22 juin 2019, Madagascar marque son premier point dans la compétition avec un match nul 2-2. Lors de son deuxième match, Madagascar bat le Burundi grâce à un but de Marco Ilaimaharitra. Et pour son dernier match dans le groupe B, les baréas l'emportent  2 à 0 sur le Nigeria. Le pays se qualifie alors pour les 8e de finale en terminant 1er de son groupe.
Le 7 juillet, en 8e de finale, les Malgaches battent la République démocratique du Congo aux tirs au but (4-2), et accèdent ainsi au quart de finale. Madagascar termine finalement son parcours à ce stade, battu 3–0 par la Tunisie. Ce parcours permet aux bareas de ne pas participer au premier tour de  qualification pour le mondial 2022 mais directement au deuxième tour.

### 2023: première participation au CHAN
Madagascar parvient pour la première fois à se qualifier au Championnat d'Afrique des nations de football (CHAN) pour l'édition 2022 organisé en Algérie en janvier 2023. Cette compétition a la particularité de rassembler des équipes nationales africaines uniquement composées de joueurs évoluant en Afrique. Défait en demi-finale par le Sénégal (1-0), futur vainqueur de la compétition, l'équipe de Madagascar termine finalement troisième après avoir battu le Niger (1-0) lors du match pour la troisième place.

## Parcours

### Parcours en Coupe du monde
| Année | Position      |      | Année             | Position |                   | Année | Position |
| 1930  | Non inscrit   | 1970 | Non inscrit       | 2002     | Tour préliminaire |       |          |
| 1934  | Non inscrit   | 1974 | Forfait           | 2006     | Tour préliminaire |       |          |
| 1938  | Non inscrit   | 1978 | Non inscrit       | 2010     | Tour préliminaire |       |          |
| 1950  | Non inscrit   | 1982 | Tour préliminaire | 2014     | Tour préliminaire |       |          |
| 1954  | Non inscrit   | 1986 | Tour préliminaire | 2018     | Tour préliminaire |       |          |
| 1958  | Non inscrit   | 1990 | Non inscrit       | 2022     | Tour préliminaire |       |          |
| 1962  | Non inscrit   | 1994 | Tour préliminaire | 2026     | À venir           |       |          |
| 1966  | Non qualifiée | 1998 | Tour préliminaire |          |                   |       |          |

### Parcours en Coupe d'Afrique
| Année | Position          |      | Année             | Position |                   | Année | Position |
| 1957  | Non inscrit       | 1982 | Tour préliminaire | 2006     | Tour préliminaire |       |          |
| 1959  | Non inscrit       | 1984 | Tour préliminaire | 2008     | Tour préliminaire |       |          |
| 1962  | Non inscrit       | 1986 | Tour préliminaire | 2010     | Tour préliminaire |       |          |
| 1963  | Non inscrit       | 1988 | Tour préliminaire | 2012     | Tour préliminaire |       |          |
| 1965  | Forfait           | 1990 | Forfait           | 2013     | Tour préliminaire |       |          |
| 1968  | Forfait           | 1992 | Tour préliminaire | 2015     | Tour préliminaire |       |          |
| 1970  | Non inscrit       | 1994 | Non inscrit       | 2017     | Tour préliminaire |       |          |
| 1972  | Tour préliminaire | 1996 | Forfait           | 2019     | Quart de finale   |       |          |
| 1974  | Tour préliminaire | 1998 | Forfait           | 2021     | Tour préliminaire |       |          |
| 1976  | Forfait           | 2000 | Tour préliminaire | 2023     | Tour préliminaire |       |          |
| 1978  | Non inscrit       | 2002 | Tour préliminaire | 2025     | À venir           |       |          |
| 1980  | Tour préliminaire | 2004 | Tour préliminaire | 2027     | À venir           |       |          |

### Parcours en Championnat d'Afrique des nations de football
| Année | Position      |      | Année             | Position |                  | Année | Position |
| 2009  | Non inscrit   | 2016 | Non qualifié      | 2023     | Demi-finale (3e) |       |          |
| 2011  | Non qualifié  | 2018 | Non qualifié      | 2027     | Qualifié         |       |          |
| 2014  | Non qualifié' | 2021 | Tour préliminaire |          |                  |       |          |

## Palmarès
| Compétitions internationales | Compétitions continentales |
| --- | --- |
| - Coupe du monde : - Aucune participation - Coupe des confédérations : - Aucune participation - Jeux olympiques : - Aucune participation | - Championnat d'Afrique des nations de football (CHAN) : - Troisième : 2022 - Coupe COSAFA - Troisième : 2015 - Tournoi triangulaire - Vainqueur : 1955, 1958 et 1963 - Jeux des îles de l'océan Indien - Vainqueur : 1990, 1993 et 2023 - Finaliste : 1998 et 2007 |

## Classement FIFA
| Année              | 1993 | 1994 | 1995 | 1996 | 1997 | 1998 | 1999 | 2000 | 2001 | 2002 | 2003 | 2004 | 2005 | 2006 | 2007 | 2008 | 2009 | 2010 | 2011 | 2012 | 2013 | 2014 | 2015 | 2016 | 2017 | 2018 | 2019 | 2020 | 2021 |
| ------------------ | ---- | ---- | ---- | ---- | ---- | ---- | ---- | ---- | ---- | ---- | ---- | ---- | ---- | ---- | ---- | ---- | ---- | ---- | ---- | ---- | ---- | ---- | ---- | ---- | ---- | ---- | ---- | ---- | ---- |
| Classement mondial | 89   | 111  | 132  | 140  | 163  | 150  | 134  | 114  | 122  | 101  | 118  | 147  | 149  | 184  | 149  | 135  | 158  | 155  | 160  | 179  | 187  | 147  | 128  | 133  | 108  | 106  | 91   | 94   | 100  |

## Effectif actuel

### Effectif pour le CHAN 2023
La liste des joueurs participants au CHAN 2023 est la suivante :
| Poste          | Joueur                           | Club           |
| -------------- | -------------------------------- | -------------- |
| Gardien de but | Rakotoasimbola Zakanirina        | Elgeco Plus    |
| Gardien de but | Andriamalala Andoniaina          | Disciples FC   |
| Gardien de but | Rajomazandry Andrianirina        | AS Fanalamanga |
| Défenseur      | Randriamanampisoa E Tony         | Elgeco Plus    |
| Défenseur      | Randrianisondrotra L Stéphano    | Dato FC        |
| Défenseur      | Razafindraibearimihanta S. Rajo  | Jet Kintana    |
| Défenseur      | Rakotonirina Jean Martin         | Elgeco Plus    |
| Défenseur      | Rakotondrazaka Ando              | Disciples FC   |
| Défenseur      | Randrianiaina Tantely            | Disciples FC   |
| Défenseur      | Rabarijaona Tantely Avotriniaina | CFFA           |
| Défenseur      | Soloniaina Avizara               | Fosa Juniors   |
| Défenseur      | Andrininosy Rado M.Naherina      | Fosa Juniors   |
| Milieu         | Randrianarisaona Tendry Manovo   | Disciples FC   |
| Milieu         | Arohasina Andriamirado Dax       | Fosa Juniors   |
| Milieu         | Randriatsiferana Toky Olivier    | Fosa Juniors   |
| Milieu         | Hasinirina Onjaniaina Patrick    | Elgeco Plus    |
| Milieu         | Rakotoarisa Solonjatovo JA       | Elgeco Plus    |
| Milieu         | Rakotoarisoa Tiavina Mickael     | Fosa Juniors   |
| Milieu         | Rafanomezantsoa Lalaina          | CFFA           |
| Milieu         | Rakotonirina Jean Francois       | AS Fanalamanga |
| Milieu         | Andriamanjato Rojolalaina        | Ajesala        |
| Attaquant      | Rakotobe Arimalala Feldman       | Uscafoot       |
| Attaquant      | Razanakoto F. Tsilavina          | Fosa Juniors   |
| Attaquant      | Razafindrakoto Jean Yves         | Fosa Juniors   |
| Attaquant      | Razafindranaivo S. Koloina       | CFFA           |
| Attaquant      | Ravelomanantsoa Marcio Carlos    | CFFA           |
| COACH          | Rakotondrabe Romuald             |                |

## Joueurs emblématiques
| #  | Joueur                       | Période   | Séléctions |
| -- | ---------------------------- | --------- | ---------- |
| 1  | Mamisoa Razafindrakoto       | 1998-2011 | 75         |
| 2  | Paulin Voavy                 | 2003-2022 | 65         |
| 3  | Mamy Gervais Randrianarisoa  | 2005-2022 | 52         |
| 4  | Jimmy Radafison              | 2000-2011 | 50         |
| 5  | Lalaina Bolida Nomenjanahary | 2006-2021 | 48         |
| 6  | Éric-Julien Rakotondrabe     | 1999-2011 | 47         |
| 7  | Njiva Rakotoharimalala       | 2014-     | 46         |
| 8  | Charles Andriamanitsinoro    | 2009-2022 | 44         |
| 9  | Faneva Andriatsima           | 2003-2021 | 42         |
| 10 | Rado Étienne Rasoanaivo      | 1992-2003 | 40         |
| 10 | Pascal Razakanantenaina      | 2007-2022 | 40         |

| # | Joueur                          | Période   | Buts |
| - | ------------------------------- | --------- | ---- |
| 1 | Faneva Ima Andriatsima          | 2003-2021 | 14   |
| 1 | Paulin Voavy                    | 2003-2022 | 14   |
| 3 | Ruphin Menakely                 | 1998-2004 | 12   |
| 4 | Carolus Andriamahitsinoro       | 2009-2022 | 11   |
| 4 | Njiva Rakotoharimalala          | 2014-     | 11   |
| 4 | Harry Randrianaivo              | 1999-2003 | 11   |
| 7 | Jeannot Claude Vombola Sarivahy | 2011-2017 | 8    |
| 8 | Rado Étienne Rasoanaivo         | 1992-2003 | 7    |
| 9 | Lalaina Bolida Nomenjanahary    | 2006-2021 | 5    |
| 9 | Stéphane Praxis Rabemananjara   | 2001-2008 | 5    |
| 9 | Étienne Fidi Rasoanaivo         | 1993-1999 | 5    |

## Liste des sélectionneurs de Madagascar
- Peter Schnittger (1978-1985)[11]
- Justin Rasoloharimahefa (1994)
- Claude "Ntsoa" Ravelomanantsoa (?-Février 2001)[12]
- Vincent Randriamirado (2001)[13]
- Jeremia Randriambololona (2001)
- Hans Heiniger (2002-2003)
- Jean-Paul Rossignol (Mars 2007-Avril 2007)[14]
- Hervé Arsène (2007–2008)
- Mickael Nivoson Andrianasy (2008)
- Jeremia Randriambololona (2008)
- Jean-Paul Rabier (20 avril 2010-23 février 2011)
- Mosa (2011)
- Frank Rajaonarisamba (2011–2012)
- Auguste Raux (2012–2014)
- Frank Rajaonarisamba (2014–2016)
- Auguste Raux (2016–2017)
- Nicolas Dupuis (10 mars 2017-30 avril 2021)
- Éric Rabesandratana (30 avril 2021-29 avril 2022)
- Nicolas Dupuis (29 avril 2022-18 avril 2023)
- Romuald Rakotondrabe  (18 avril 2023-novembre 2024)[15]
- Corentin Martins (depuis jan. 2025)